# Anyllis spinostylus
Anyllis spinostylus är en insektsart som beskrevs av Liang 2005. Anyllis spinostylus ingår i släktet Anyllis och familjen spottstritar. Inga underarter finns listade i Catalogue of Life.